# Jean-Michel Bertrand
Vous lisez un « bon article » labellisé en 2008.
Pour les articles homonymes, voir Jean-Michel Bertrand (artiste) et Bertrand.
Jean-Michel Bertrand, né le 6 juin 1943 à Baccarat (Meurthe-et-Moselle) et mort à 64 ans le 19 février 2008 à l'hôpital Saint-Louis de Paris, est un homme politique français.
Pharmacien-biologiste de formation, Jean-Michel Bertrand a été élu maire de Bourg-en-Bresse en 2001, puis député de la première circonscription de l'Ain en 2002 (XIIe législature). Membre de l'UMP, d'abord proche de Charles Millon, il se fait connaître par ses réalisations municipales, son fort caractère et son action en faveur de la sécurité routière.
Atteint d'une myélodysplasie, il avait décidé de ne pas se représenter à ses mandats de député (2007) et de maire (2008).

## Notable à Bourg-en-Bresse

### Un entrepreneur au Conseil municipal
Après des études de pharmacien-biologiste Jean-Michel Bertrand, lauréat de l'Université, effectue son internat aux Hôpitaux de Nancy. Il reprend en 1970 le laboratoire Berger à Bourg-en-Bresse (rue Notre-Dame),. À partir de 1974 il préside la Jeune Chambre économique. Jean-Michel Bertrand s’intéresse à l’urbanisme et à l’aménagement du territoire quand il rencontre Paul Barberot, alors maire de Bourg-en-Bresse.
Entré au RPR le 11 mai 1981, deux jours après la victoire de la gauche, puis créateur de l'Université inter-âges de l'Ain en 1983, il est élu pour la première fois conseiller municipal de Bourg-en-Bresse la même année sur la liste de Bernard Vuitton.
Particulièrement attaché au développement économique et au rayonnement de Bourg-en-Bresse, il siège au Conseil municipal jusqu'à sa mort ; soit comme membre de l’opposition municipale (1983-1989 puis 1995-2001), soit dans la majorité (1989-1995 puis 2001-2008).
À partir de 1989 Jean-Michel Bertrand devient le premier adjoint du radical-valoisien Paul Morin. En 1994, il est défait aux élections cantonales par le sortant socialiste Jean-Paul Rodet, puis l’année suivante la gauche remporte la mairie. Battu, le sortant Paul Morin s'éloigne et Jean-Michel Bertrand prend la tête de l’opposition municipale.

### Un maire au caractère trempé

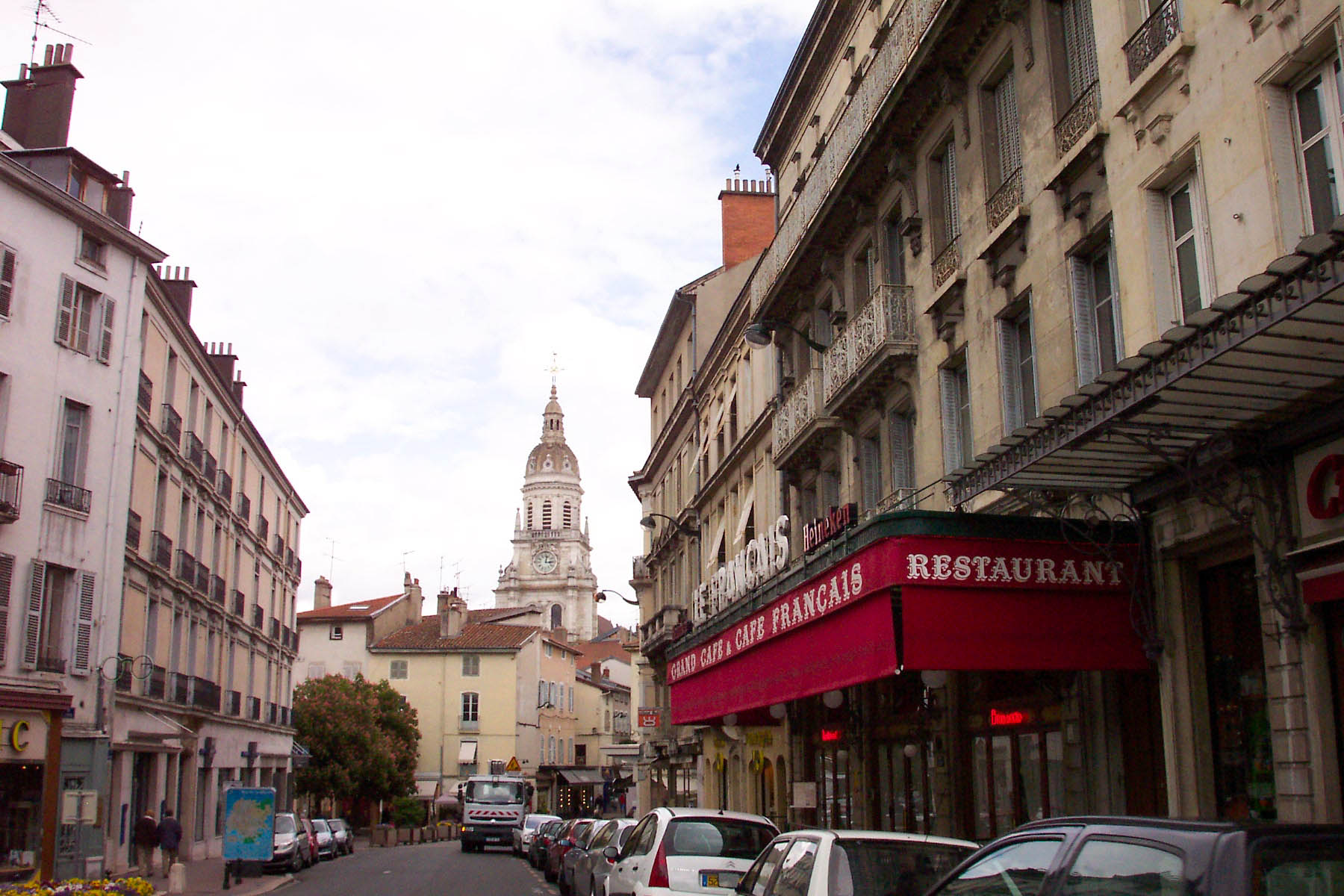
Une rue du centre-ville de Bourg-en-Bresse et la cathédrale.

Jean-Michel Bertrand est élu maire de Bourg-en-Bresse en 2001 après une campagne houleuse. Il s’impose tout d'abord comme candidat du RPR face au député et ancien maire de Pont d'Ain Jacques Boyon, puis lors de l'élection contre le député-maire PS André Godin alors que les sondages le donnent battu, au terme d'une campagne acharnée, agrémentée de rumeurs sur son adversaire. Une fois maire, Jean-Michel Bertrand est désigné comme premier vice-président de la Communauté d'agglomération de Bourg-en-Bresse.
Catholique fervent, de caractère autoritaire (il préfère parler de « volontarisme »), ce travailleur est quelquefois surnommé « le bulldozer de la Bresse » pour son action municipale, ou qualifié de bétonneur. Jean-Michel Bertrand était parfois dogmatique et polémique, et commit de fréquents dérapages verbaux, comme traiter de « lopettes » les membres de l'opposition municipale.

## Son action à Bourg-en-Bresse
« Renforcer l’attractivité de Bourg » a été le leitmotiv et la priorité de son mandat municipal. Pour renforcer son image locale, il n'avait pas hésité à provoquer de multiples visites ministérielles dans sa ville.

### Polémiques locales et grands travaux
Au cours de son mandat, le nombre de logements construits par an passe de 70 à 330, tandis qu'un site internet est créé pour inciter de nouveaux habitants à s’installer dans la commune.
Plusieurs équipements sportifs sont réalisés ou réhabilités (centre nautique, stade Farouk Nouï, stade Marcel Verchère, centre hippique, notablement). Les zones piétonnes sont multipliées. Dans le secteur social, il instaure un Conseil économique et social de Bourg-en-Bresse, afin de favoriser la démocratie locale.
Après des débuts houleux avec les milieux culturels (nudité déclarée inacceptable dans les spectacles, protestation quand les enfants des écoles chantent en langue étrangère), puis lors de la démolition de la salle de la Vinaigrerie, les relations s'apaisent avec l’évolution du théâtre municipal et le développement de la scène de la Tannerie qui sont achevées sous son mandat, ou la transformation de l'Hôtel Marron de Meillonnas en espaces culturels.
Les relations de sa municipalité avec les associations sont critiquées, comme la volonté de contrôler l'action de l'office de tourisme et de l'office municipal des sports.

### Un urbanisme parfois contesté
Comme maire, Jean-Michel Bertrand marque fortement l’urbanisme de Bourg-en-Bresse. Plusieurs opérations d’aménagement font évoluer la commune : aménagement du Champ de Foire, vente de la caserne Aubry à un organisme HLM (logements, ludothèque et conservatoire), implantation (critiquée) d’un multiplexe, entre autres. Le lancement en juin 2006 d'une opération de renouvellement urbain à la Reyssouze (médiathèque, pôle enfance), lancée à titre préventif dans ce quartier de 4 000 habitants, est contestée (démolition de 348 logements et 804 réhabilitations). Quant à la transformation du Cours de Verdun en une Esplanade de la Comédie, elle est motivée par la création d'un cœur de ville, destiné à renforcer l’attractivité du centre-ville.
Plus polémiques, la fourniture du foncier du nouveau centre pénitentiaire au ministère de la justice pour garantir la présence des 300 emplois et le choix de son emplacement, à la Providence, sont sources d’importants débats locaux. Pour maintenir l’emploi industriel et attirer de nouvelles entreprises, la ville et l’agglomération ont créé le parc industriel Paul-Berliet et la zone commerciale de la Cambuse, rénové la zone d’activité de Cenord, et en ont facilité la desserte,. En revanche, la rocade (pour mieux desservir Renault Trucks ou Tréfileurope), les principales entreprises burgiennes) ou la création d’un centre universitaire, sont encore à l'état de projets lors de sa mort.
Au cours de son mandat, Jean-Michel Bertrand a favorisé l'urbanisme et le développement économique (4 000 entreprises, 4e agglomération la plus dynamique de France de la préfecture de l'Ain, au détriment de la qualité de vie dans la commune[réf. nécessaire].

## Un unique mandat parlementaire
Devenu conseiller régional en 1995 dans le sillage de Charles Millon, puis en 2001, Jean-Michel Bertrand se présente aux législatives de 2002. Une fois député, il est intervenu en particulier sur le sujet de la sécurité routière.

### Du Conseil régional à l'Assemblée nationale

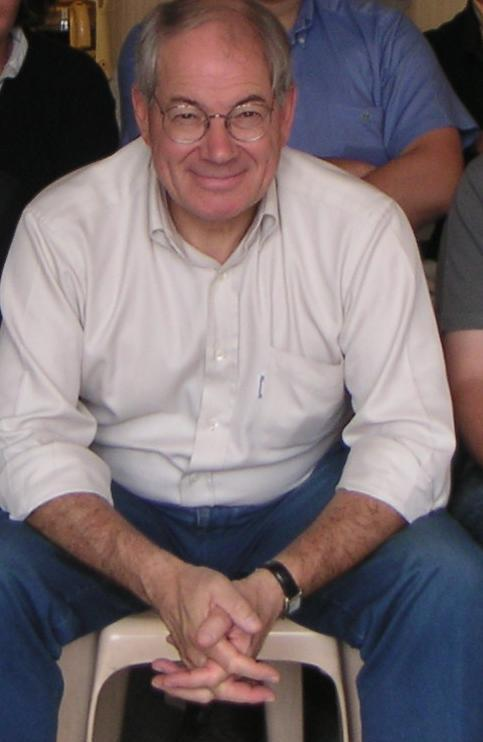
Jean-Michel Bertrand lors d'un rassemblement de l'UMP.

Présent en 1992 sur la liste de Charles Millon aux élections régionales, il accède en 1995 au Conseil régional Rhône-Alpes, et après 1998 soutient un temps la Droite, un parti politique créé par Charles Millon.
En 2002, il est élu député à sa première candidature (42,5 % au premier tour puis 47,4 %), battant le socialiste André Godin, qui avait ravi en 1997 le siège de Jacques Boyon. Touché par le cumul des mandats, Jean-Michel Bertrand démissionne alors du mandat de conseiller régional qu’il avait retrouvé en 2001.
Au palais Bourbon (où il siège dans les bancs les plus à droite) il est membre de la commission des affaires économiques et vice-président du groupe d’étude sur la route et la sécurité routière.
Parlementaire assidu et actif, attentif aux dossiers sur la jeunesse et l’économie, il s’est également investi dans la Haute Autorité de santé (HAS), notamment sur la maladie de Parkinson. Ardent partisan des réformes libérales proposées par les gouvernements Raffarin et Villepin, il s'affranchit parfois des positions de son parti.
Il a été membre du groupe d'études sur le problème du Tibet de Assemblée nationale.

### Son action en faveur de la sécurité routière
Jean-Michel Bertrand est cosignataire de nombreuses propositions de lois, le plus souvent empreintes de conservatisme moral ou de libéralisme économique, visant à renforcer la sécurité publique (inceste, lutte contre la récidive, contre les drogues, imprescriptibilité des crimes contre l’humanité, contre la polygamie, règle d’acquisition de la nationalité, mariages de complaisance…), mais aussi sur la protection de l’environnement, l’action pour les handicapés ou l’assouplissement des règles économiques (droit du travail – notamment les 35h – et de l’entreprise). Jean-Michel Bertrand est l’auteur de trois propositions de lois, visant à simplifier la redevance, à instaurer un service minimum dans les services publics et enfin à renforcer la sécurité routière.
Car c’est dans le secteur de la sécurité routière que Jean-Michel Bertrand s'est le plus investi ; membre titulaire du Conseil national de la sécurité routière (CNSR) depuis son élection, il est chargé par le Premier ministre le 29 juillet 2004 d'animer une mission parlementaire sur la sécurité routière, principalement sur l’apprentissage à la conduite. Déclarée chantier prioritaire par Jacques Chirac, accompagnée de contrôles accrus par le ministre de l’Intérieur Nicolas Sarkozy à partir de 2002, la sécurité routière est alors un sujet de société ; cette mission devait proposer des améliorations pour l’accès au permis de conduire et sur le contenu de la formation initiale. En janvier 2005, Jean-Michel Bertrand remettait son rapport intitulé « Faciliter l'accès des jeunes au permis de conduire » au Premier ministre ; 38 propositions pour faciliter le financement du permis de conduire (qui deviendra le dispositif national sur les permis à 1 € par jour pour les jeunes de 16 à 25 ans), adapter l'apprentissage de la conduite à leurs besoins, ou encore améliorer les conditions de passage de l'examen.

### La maladie et sa succession politique
Une myélodysplasie (production anormale de la moelle osseuse) lui est diagnostiquée à la fin de l’année 2006. Jean-Michel Bertrand renonce alors à se représenter à l'Assemblée nationale, et après avoir subi une greffe de moelle osseuse en avril 2007, avait annoncé en novembre 2007 qu’il ne serait pas candidat pour des raisons de santé à sa propre succession à la mairie de Bourg-en-Bresse en 2008.
À la mairie comme à l'Assemblée nationale, il anticipe sa succession en faisant émerger deux élus UMP. Tout d’abord Xavier Breton, son 1er adjoint à la mairie de Bourg-en-Bresse (qui avait assuré l’intérim à la mairie durant son hospitalisation) qui lui succèdera à l’Assemblée nationale le 17 juin 2007, puis, jusqu'à sa mort, il a soutenu et poussé la candidature de Christophe Feillens à l’Hôtel de Ville, battu aux élections municipales de 2008 par Jean-François Debat (PS).
Marié, père de trois enfants, quatre fois grand-père, il est mort le 19 février 2008 après plusieurs semaines d’hospitalisation.

## Mandats
Député
- 19 juin 2002 - 25 juin 2007 : député de la 1re circonscription de l'Ain

Conseiller régional
- 1er août 1995 - 15 mars 1998 : membre du conseil régional de Rhône-Alpes
- 2 avril 2001 - 14 juillet 2002 : membre du conseil régional de Rhône-Alpes

Conseiller municipal / Maire
- 14 mars 1983 - 19 mars 1989 : membre du conseil municipal de Bourg-en-Bresse
- 20 mars 1989 - 18 juin 1995 : adjoint au maire de Bourg-en-Bresse
- 19 juin 1995 - 18 mars 2001 : membre du conseil municipal de Bourg-en-Bresse
- 25 mars 2001 - 19 février 2008 : Maire de Bourg-en-Bresse

Mandats intercommunaux
- 1er avril 2001 - 19 février 2008 : vice-président de la communauté d'agglomération de Bourg-en-Bresse

## Distinctions
Moins d’un mois avant sa mort, Jean-Michel Bertrand est fait chevalier dans l'Ordre national de la Légion d'honneur.